# Clytra novempunctata
Clytra novempunctata — вид листоїдів з підродини клітріних. Зустрічається в Румунії, на Балканському півострові, в південній частині України, на півдні Росії, Кавказі, у Малій Азії та в Центральній Азії. Також був виявлений на острові Сицилія.